# Palazzi e ville di Rapallo

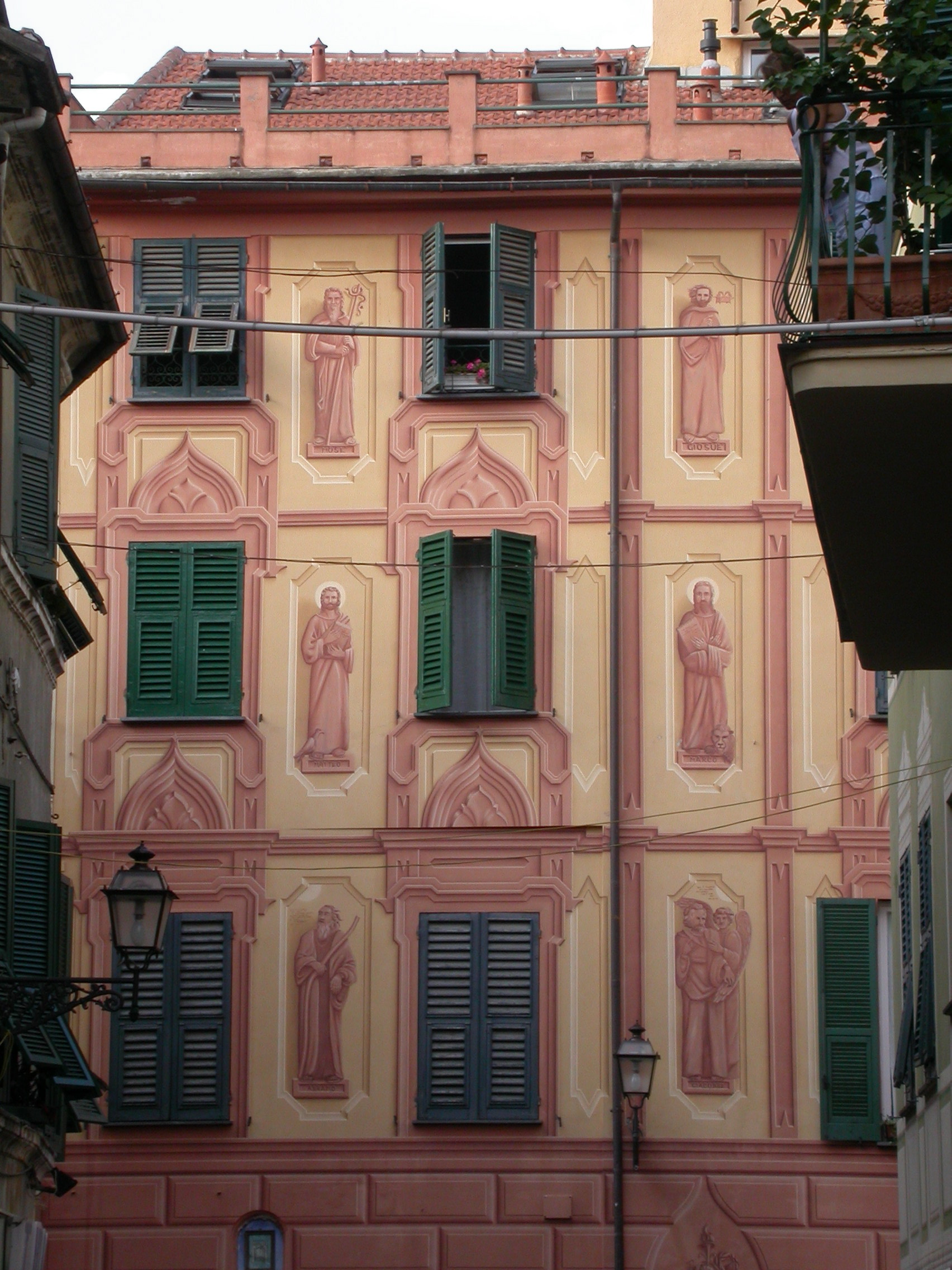
Particolare degli affreschi di un palazzo di piazza del Pozzo, nel centro storico rapallese.

Nel territorio comunale di Rapallo sono presenti diversi e storici palazzi, soprattutto nella zona del centro storico, edificati alcuni nel periodo medievale all'interno del "Borgo" o ancora in epoca rinascimentale. Lungo le zone collinari verranno edificate le ville settecentesche, dimore levantine delle più blasonate e conosciute famiglie di Genova, a cui si sommeranno gli edifici ottocenteschi e del Novecento.

## Palazzi

### Palazzo comunale

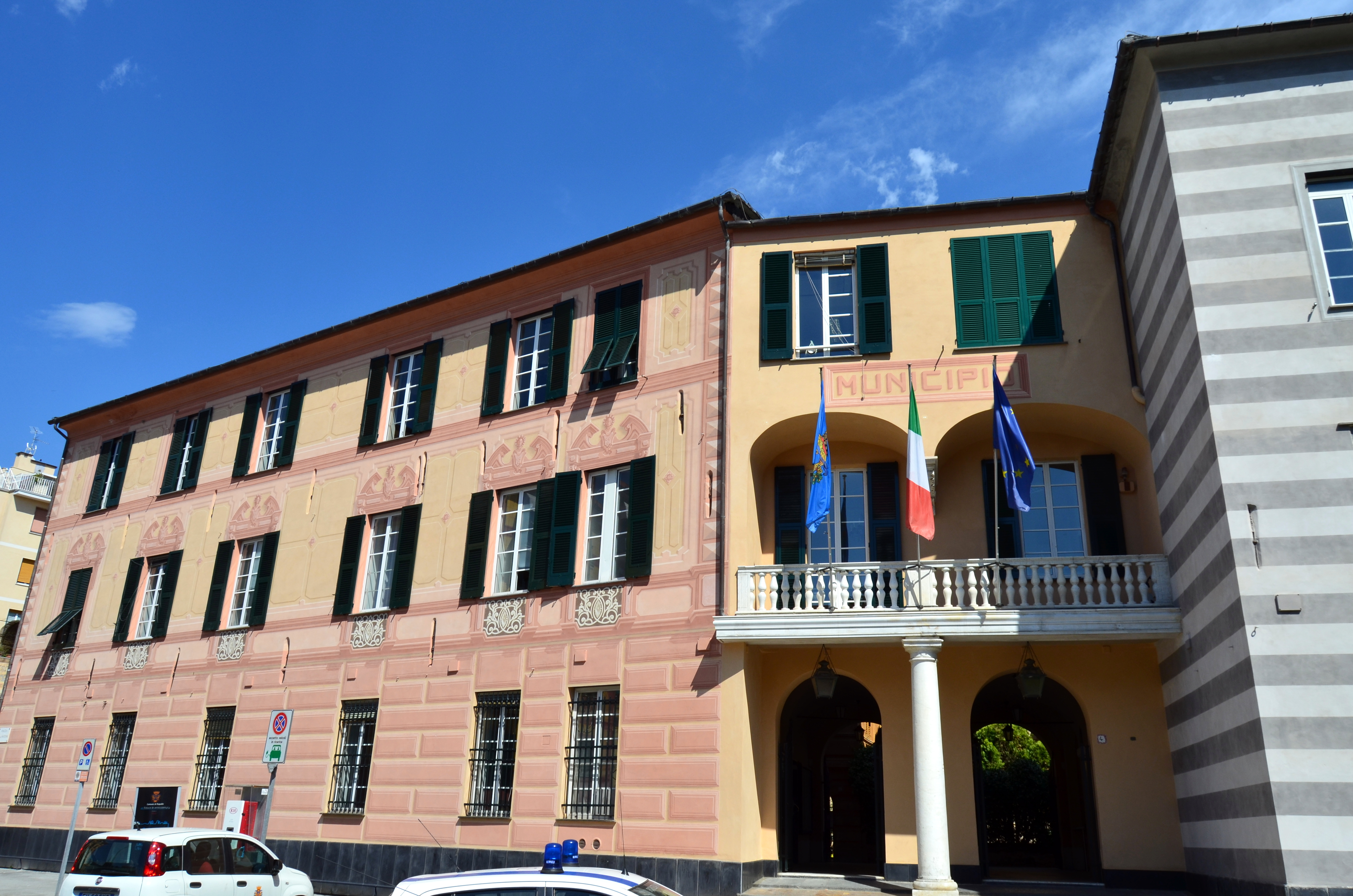
Il palazzo municipale in piazza delle Nazioni

Il municipio è stato ricavato dallo spostamento del precedente ospedale di Sant'Antonio, costruito nel 1451 con fondi religiosi e civili dopo l'approvazione dell'arcivescovo genovese, Giacomo Fieschi, con decreto dell'11 novembre. La fondazione di un nuovo ospedale si rese necessaria dopo la dismissione del precedente ospedale di San Cristoforo presso il tratto finale del torrente San Francesco, nei pressi dell'odierno Hotel Europa (già villa Serra).
Durante l'assedio svizzero nel 1494 proprio nel ricovero verranno barbaramente uccisi dalle truppe elvetiche cinquanta ammalati; l'episodio susciterà scalpore per la drammaticità dell'evento. Nel 1771, dove ora si svolgono i lavori del consiglio comunale, verrà eretta una cappella per la preghiera e per celebrare le funzioni religiosi all'interno del nosocomio.
Il 26 marzo 1859, dopo l'acquisto da parte dell'ente ospedaliero del vicino convento di Sant'Agostino nel 1856, con la volontà di conversione dell'ex edificio religioso nella nuova sede ospedaliera, sarà lo stesso ente a cedere i locali all'amministrazione civica per la modica cifra di 20.000 lire. Con l'obbiettivo finale di farne sede del nuovo municipio, s'intraprendono da tale anno i lavori di conversione dell'edificio, operazione che andrà nei primi anni di lavoro a rilento. Nel 1862, nei piani inferiori, verrà temporaneamente collocato il teatro comunale (spostato in seguito nel complesso monastico delle Clarisse); una nuova asta pubblica nel 1864 aggiudicherà l'appalto per la fine dei lavori nei piani superiori. Con la fine dell'opera di conversione tutto lo stabile diverrà sede definitiva del Comune di Rapallo.
Attiguo al palazzo è l'oratorio dei Bianchi, anticamente collegato con lo stesso ospedale.

### Ex ospedale civile

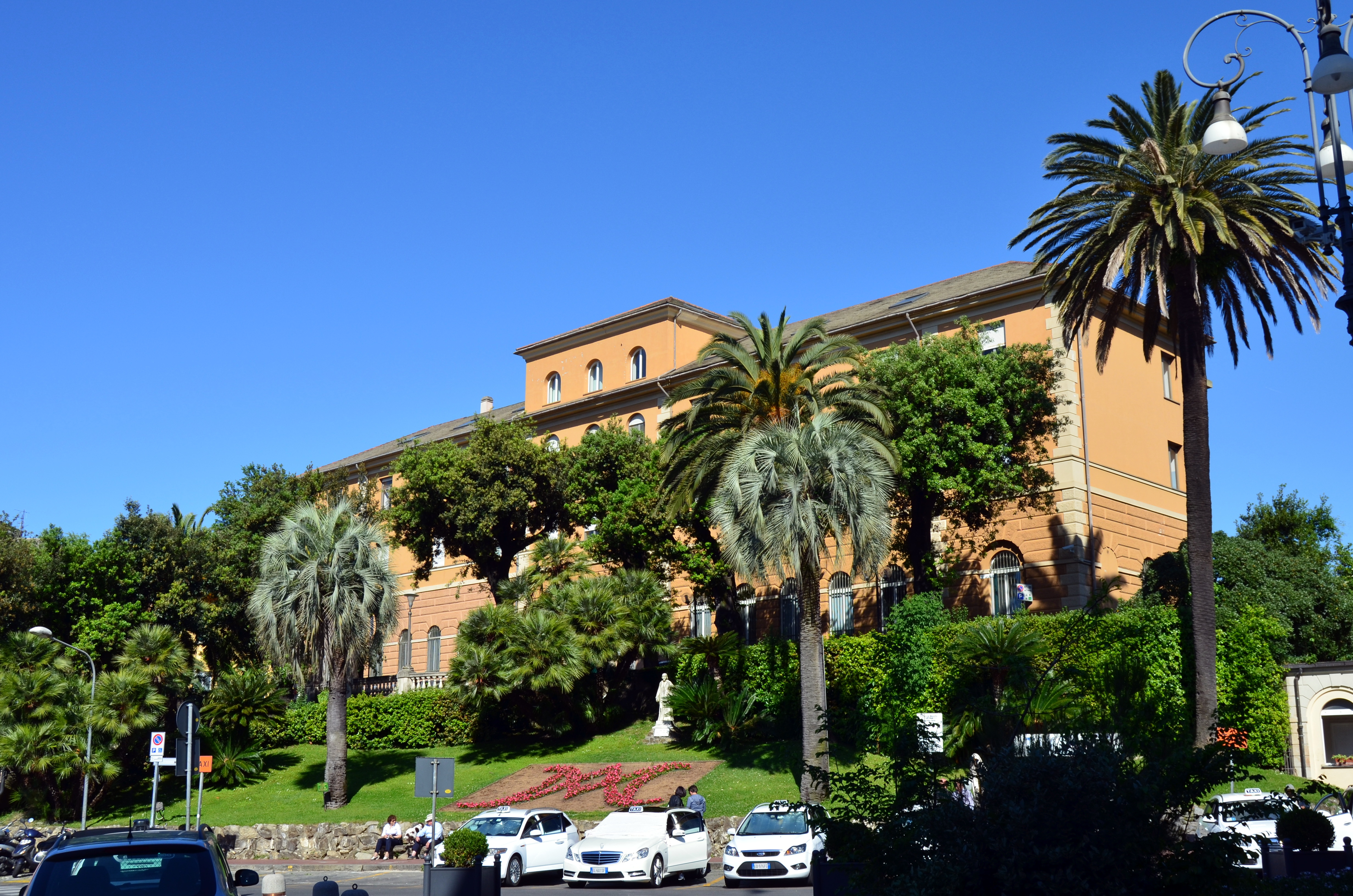
L'ex ospedale civile, oggi convertito ad uso comunale e sanitario

La storia del palazzo è legata al precedente convento di Sant'Agostino, costruito nel 1472 a cura del rapallese Battista del Poggio. L'ordine religioso operò nel complesso conventuale fino alla fine del XVIII secolo quando, con la dominazione napoleonica del Primo Impero francese, un editto del 1798 ne ordinò l'espulsione dei religiosi e la conseguente confisca dell'edificio in favore della municipalità. Dal 12 novembre dello stesso anno il convento viene adibito all'uso scolastico con l'obbligo d'insegnamento della lingua italiana e dell'aritmetica, oltre che ai "sani principi morali e costituzionali".
Acquistato dall'ente ospedaliero del vicino ospedale di Sant'Antonio nel 1856, fu decisa la conversione dell'ex convento di Sant'Agostino nella nuova sede del nosocomio rapallese. I lavori proseguirono ininterrottamente per sei anni fino all'inaugurazione del nuovo edificio nel 1862. Durante la seconda guerra mondiale, in un bombardamento aereo del luglio 1944, il palazzo fu interessato, assieme ad altri edifici attigui e la basilica dei Santi Gervasio e Protasio, a danneggiamenti alla struttura.
A partire dagli anni ottanta e novanta, con i primi piani di riordinamento della sanità regionale, anche per l'ospedale rapallese iniziarono fasi di trasferimento e smembramento che portarono ad una radicale riorganizzazione e spartizione dei reparti tra gli edifici ospedalieri del Tigullio. I trasferimenti si attuarono, a gradi ma con ampie proteste tra la cittadinanza, per tutto il decennio degli anni novanta fino alla sostanziale chiusura del nosocomio rapallese dagli anni duemila.
L'edificio subì pertanto una graduale e nuova conversione degli spazi che portarono ad utilizzare la struttura ad uso ancora sanitario e civico dopo l'acquisto da parte dell'amministrazione comunale. Nel 2009, durante i lavori di conversione di una parte dell'edificio a residenze protette per anziani, è stato scoperto, nascosto fra due pareti dell'antico chiostro, un bassorilievo del 1583 raffigurante San Bernardino da Siena.

### Ex casinò

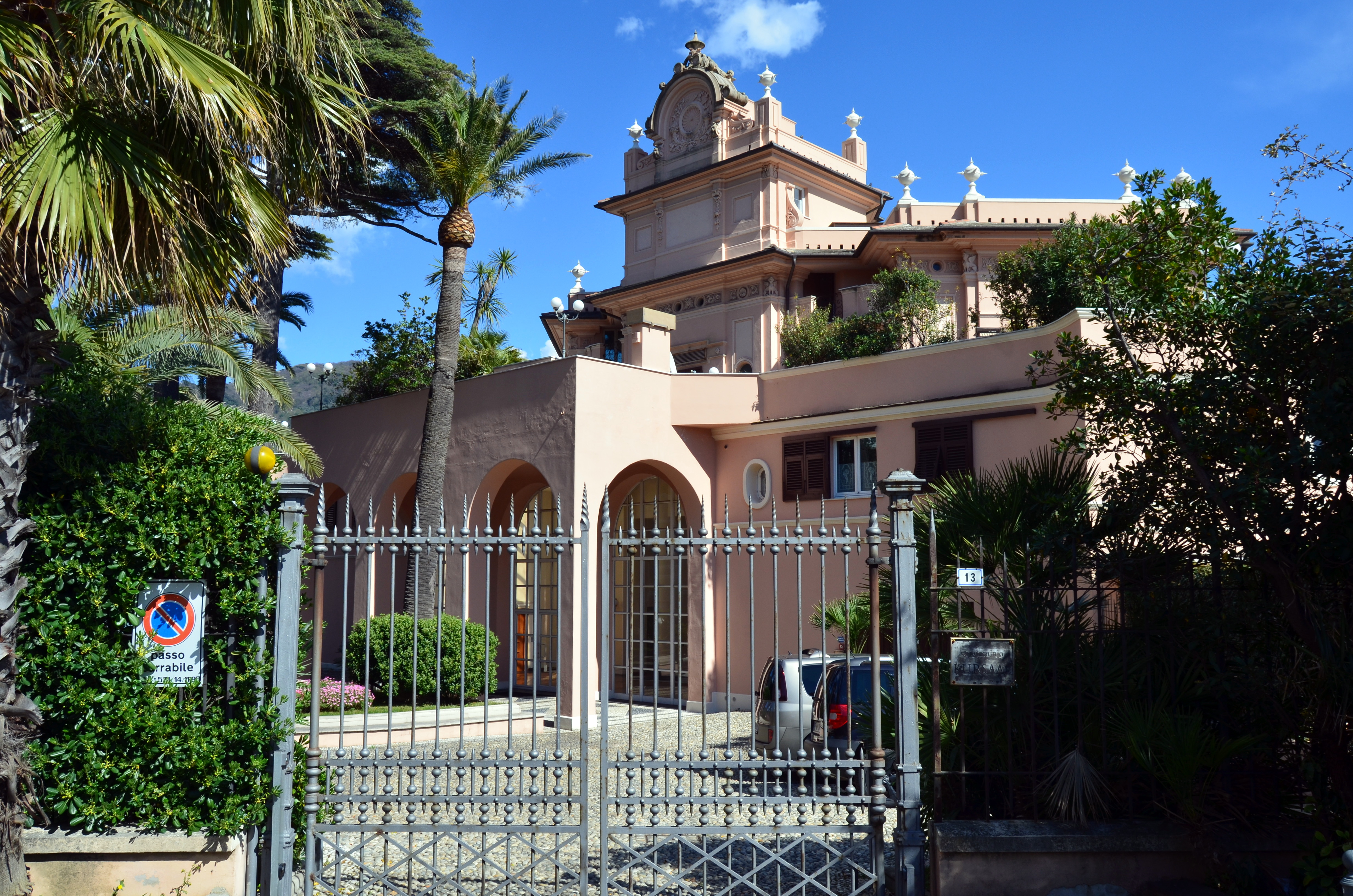
L'ex casinò municipale di Rapallo

L'ex casinò municipale fu inaugurato nel 1902 nelle sale del Kursaal New Casinò, albergo di lusso di inizio Novecento, aperto al pubblico il 1º gennaio 1901. Tra le persone illustre che qui soggiornarono figurano Eleonora Duse nel 1908 dove, in gran segreto, incontrò poi a Santa Margherita Ligure il poeta Gabriele D'Annunzio (suo amante segreto) e il maestro d'orchestra Ruggero Leoncavallo che nelle sale del casinò suonò per beneficenza per i terremotati di Messina.
Gestito dalla famiglia Fumo di Teano e da Celle' fino al 1920, nel 1924 la licenza del casinò viene venduta all'attuale casinò municipale di Sanremo. I locali verranno poi successivamente venduti a privati, trasformando l'area in un residence sotto amministrazione del vicino Excelsior Palace Hotel. Le sale del Kursaal New Casinò furono la sede della conferenza di Rapallo che si svolse nelle giornate del 6-7 novembre 1917.

## Ville
Le ville storiche presenti nel territorio comunale sono state costruite durante la Belle époque di fine Ottocento e l'inizio del Novecento.
- Villa Tigullio, sita all'interno del parco comunale "Luigi Casale", a levante della città, è sede della biblioteca civica internazionale e del museo del merletto e del pizzo al tombolo. Nel periodo estivo trasforma l'antistante piazzale in erba e ghiaia in un "teatro all'aperto"; tra le manifestazioni vi si svolge il Festival Internazionale del Balletto e il Premio Rapallo Carige per la donna scrittrice.
- Villa Porticciolo è ubicata anch'essa nel parco Casale, ma affacciata quasi sul mare. Già sede della biblioteca civica (poi trasferita negli anni ottanta nei piani di villa Tigullio), l'edificio nei primi decenni del secondo dopoguerra è stato il palcoscenico estivo di manifestazioni canore, di ballo e di svago. Oggi sede di uno stabilimento balneare, fino al novembre 2012 ha ospitato la sede locale e la segreteria generale mondiale del Panathlon International, ora nella locale villa Queirolo.
- Villa Riva è la terza villa sita nel comprensorio del parco Casale. Costruzione architettonica particolare per la presenza di un vistoso pinnacolo, è attualmente la sede della Brigata della Guardia di Finanza.
- Villa Queirolo sita lungo il torrente Boate, sede dell'Accademia Culturale di Rapallo (dal 1978), dell'Accademia Estetica Internazionale (dal 2006) e dal 2012 del Panathlon Internazional.

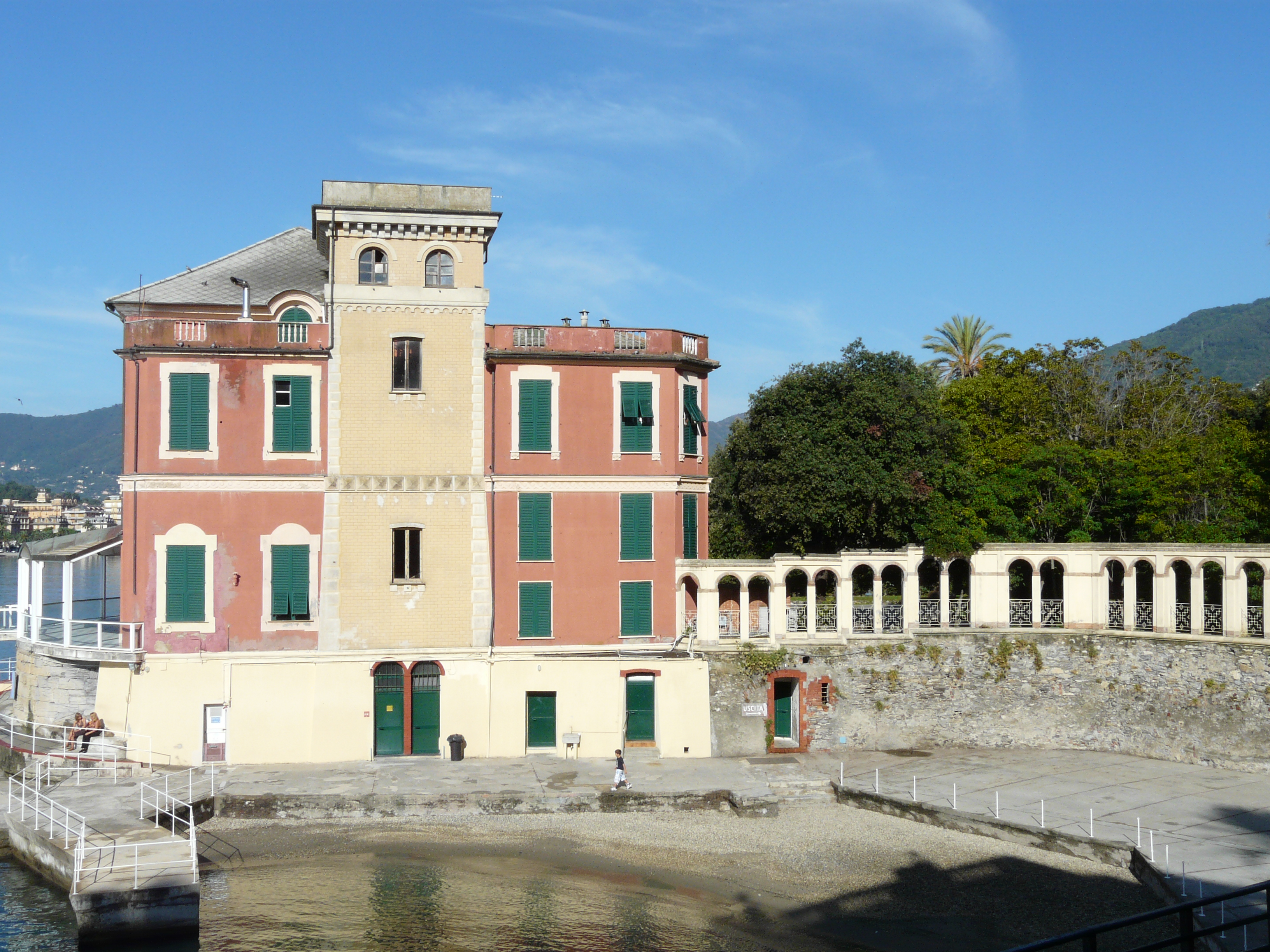
Villa Porticciolo nel levante cittadino

- Villa o Casa Garibalda è una costruzione a colori bianco-grigio sul lungomare Vittorio Veneto. Come le altre ville è molto antica e risalente tra il XIX secolo e il XX secolo. In vecchie fotografie dell'Ottocento e dei primi decenni del Novecento si può notare quanto il mare e la spiaggia arrivassero a lambire il perimetro della casa - così come le vicine case - distanza dal mare poi allontanata dopo la costruzione della strada carrabile, prima, e dalla nuova pedonale "rossa" dopo. Fino agli anni novanta-duemila in stato di semi abbandono, grazie ad un lavoro di recupero della particolare facciata e degli interni, è ritornata all'antico splendore con l'apertura, tra l'altro, nei piani inferiori di un bar e ristorante.
- Villa Devoto nel centro storico rapallese, di fronte all'ingresso storico del palazzo municipale. L'edificio è stato edificato nei primi anni dell'Ottocento[2], su tre piani e circondato da un modesto giardino che nella sua originalità era molto più esteso; una parte del parco fu infatti donato dall'allora proprietà Canessa, nel 1950[2], all'ente comunale che trasformò il sito in parco pubblico e spazio giochi per bambini. L'ingresso antistante la villa e il giardino è caratterizzato da una pavimentazione a mosaico in ciottoli bianchi e neri (questa tecnica è detta in ligure risseu[2]) che ne formano figure floreali. Le stanze dei piani sono affrescate con opere pittoriche ottocentesche e novecentesche di Luigi Agretti e Romolo Pergola e una riproduzione del dipinto Bacco e Arianna di Guido Reni[2]; vi è inoltre uno scolpito camino in ardesia dello scultore rapallese Italo Primi[2].
- Villa "del Trattato" nella frazione di San Michele di Pagana. La villa fu costruita agli inizi del XX secolo[3] dal marchese Ugo Spinola ed ospitò negli anni successivi diversi membri della famiglia reale Savoia, tra i quali il duca di Genova Tommaso di Savoia-Genova il 28 marzo del 1916. Devastata per la provvisoria occupazione militare dopo l'8 settembre 1943 la villa, in stile inglese, fu ceduta al duca Nicolino De Ferrari al termine del conflitto bellico. Sede del famoso trattato del 12 novembre 1920 è, territorialmente, "muro di confine" tra le amministrazioni comunali di Rapallo e Santa Margherita Ligure. Proprio all'epoca del trattato ne scaturì un piccolo "battibecco" tra i due comuni proprio per la paternità della villa e quindi sulla sede del convegno. Per la sua posizione, di fatto verso la parte sammargheritese di Punta Pagana, i giornali titolarono erroneamente l'evento come il Trattato di Santa Margherita Ligure. Per chiudere il dibattito locale dovette intervenire il Ministro degli Esteri Carlo Sforza in persona dichiarando che il trattato fu firmato a Rapallo.
- Villa Malta, sulla sommità di Punta Pagana a San Michele di Pagana, residenza magistrale dell'Ordine di Malta.

## Galleria d'immagini

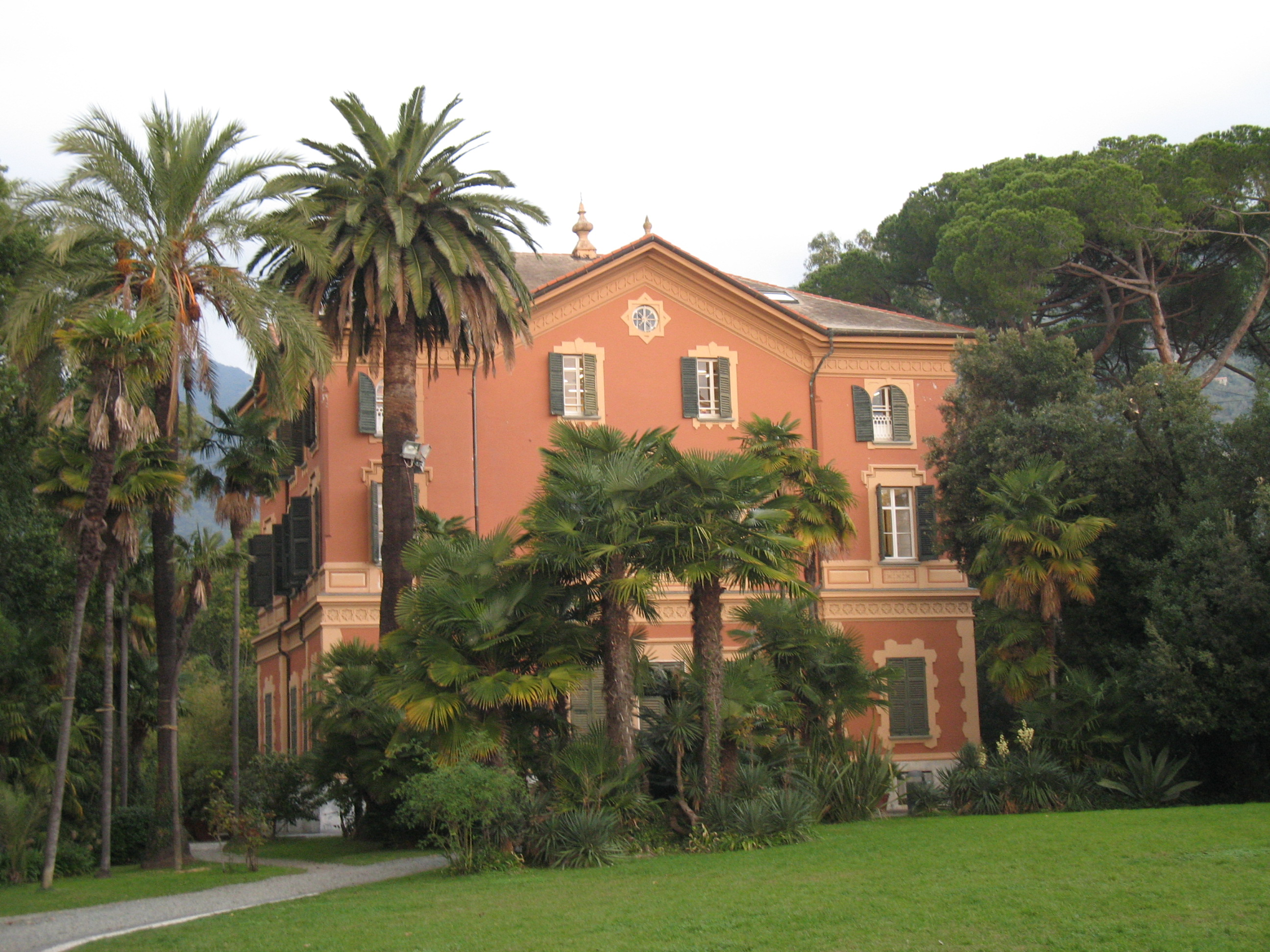
Villa Tigullio
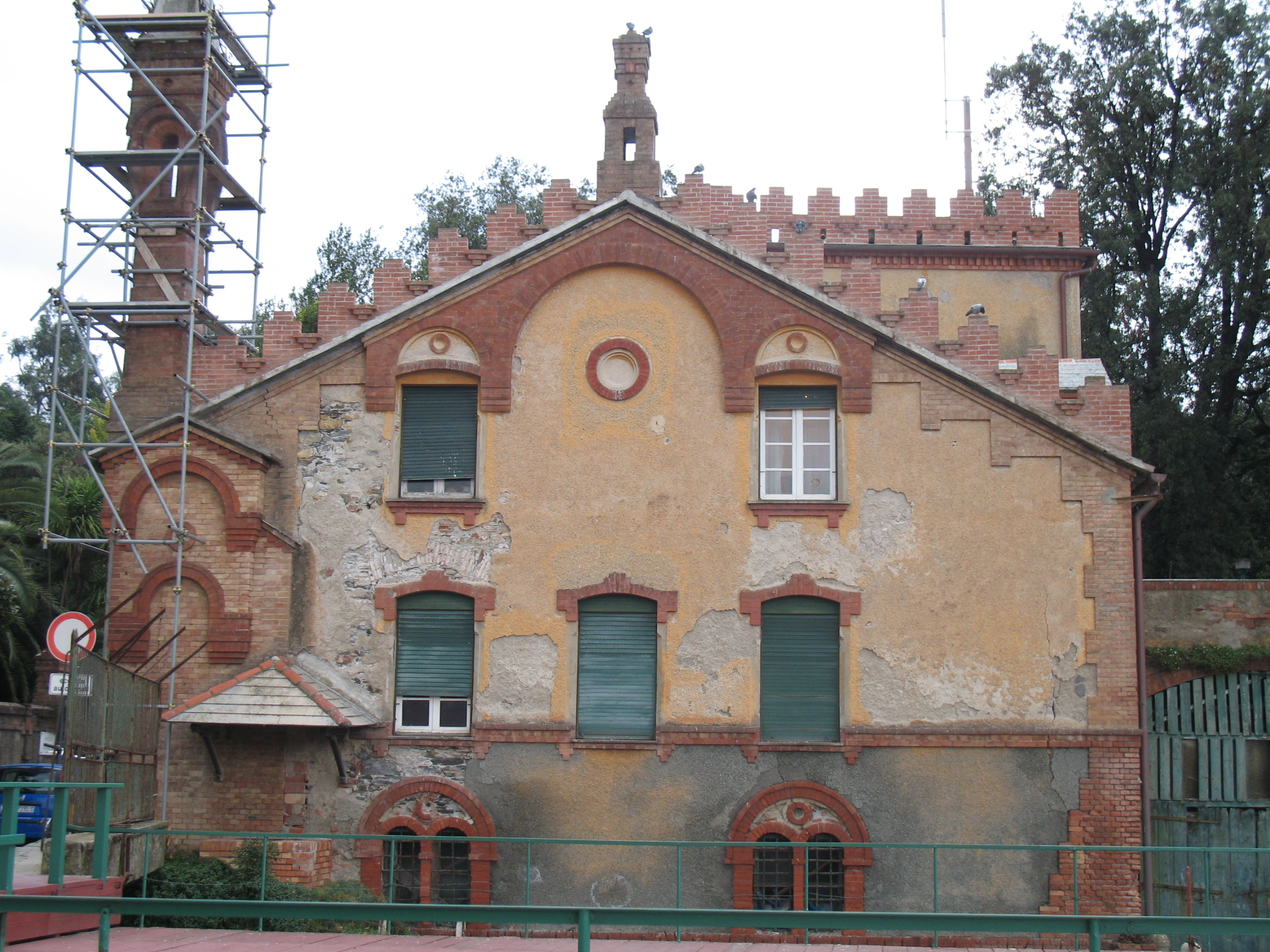
Villa Riva
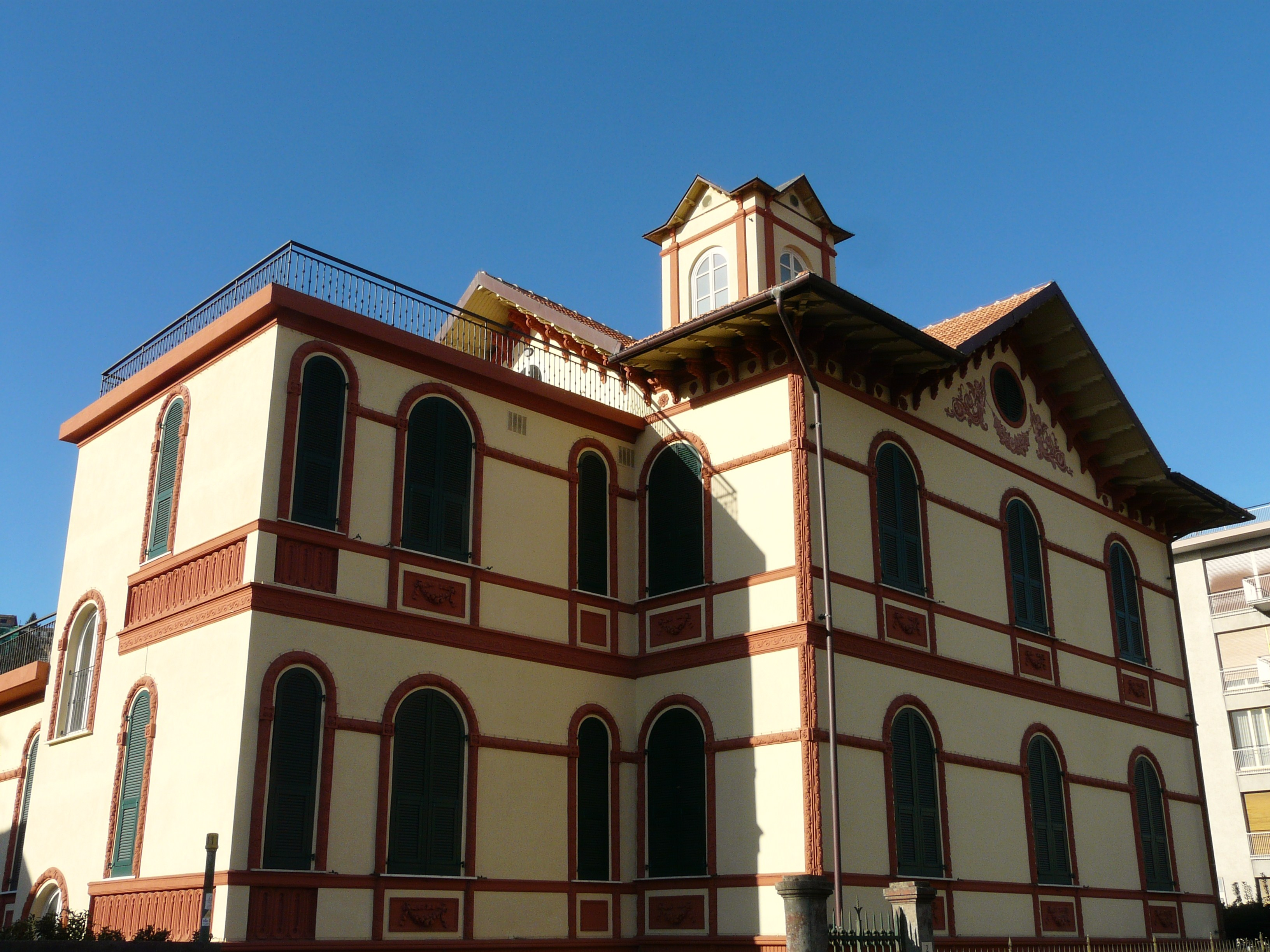
Villa Queirolo
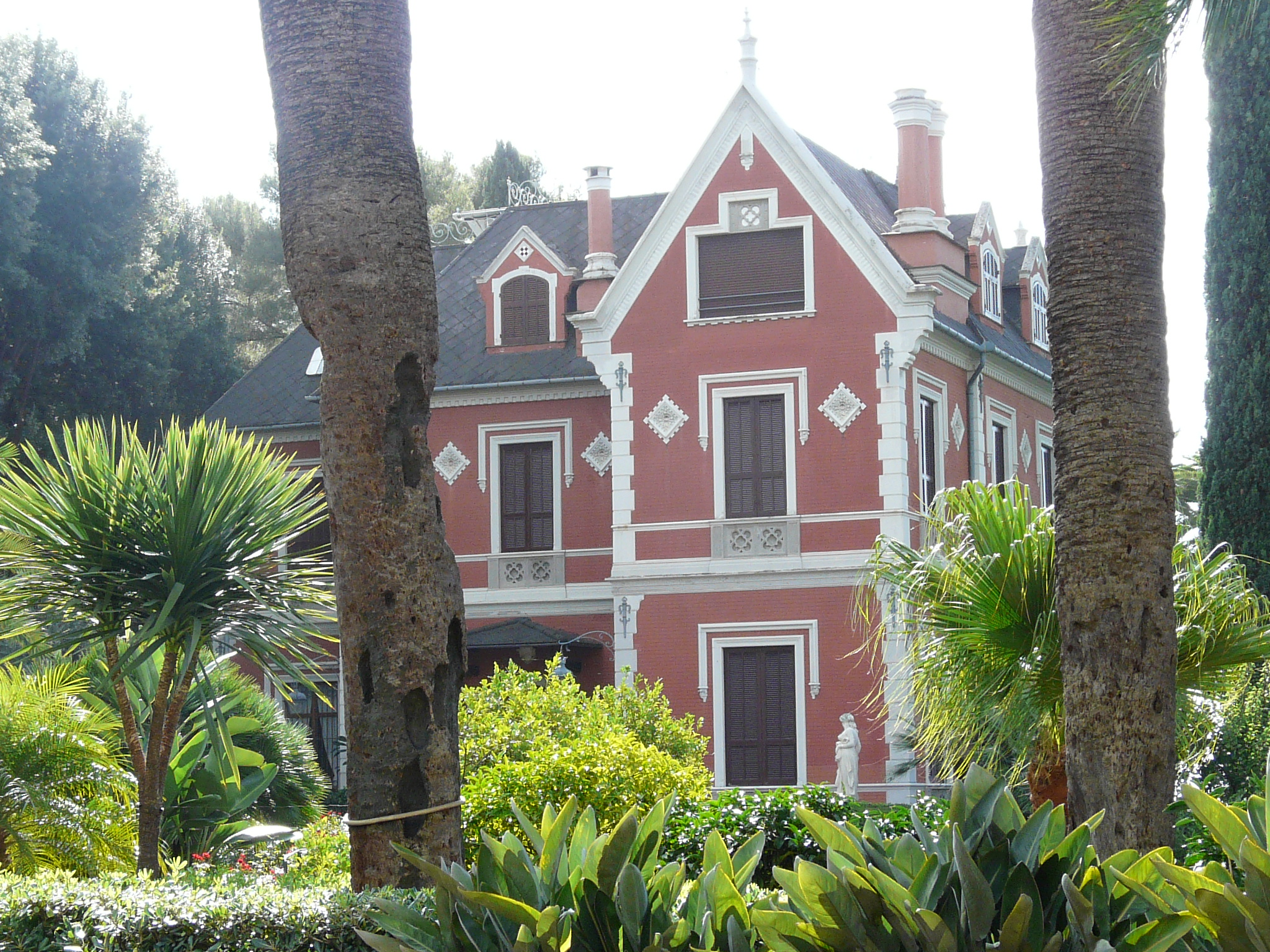
Villa del Trattato
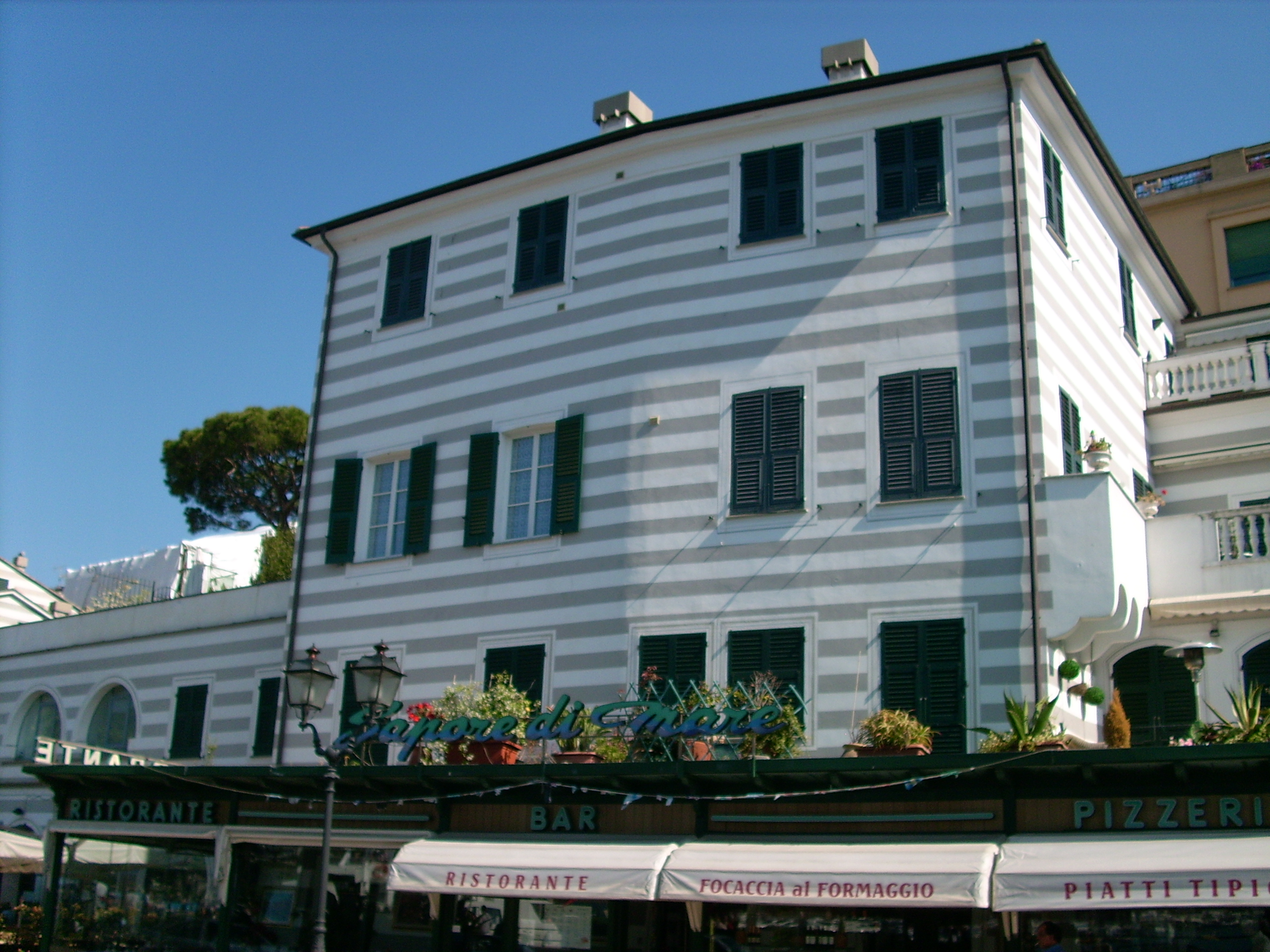
La casa "Garibalda"
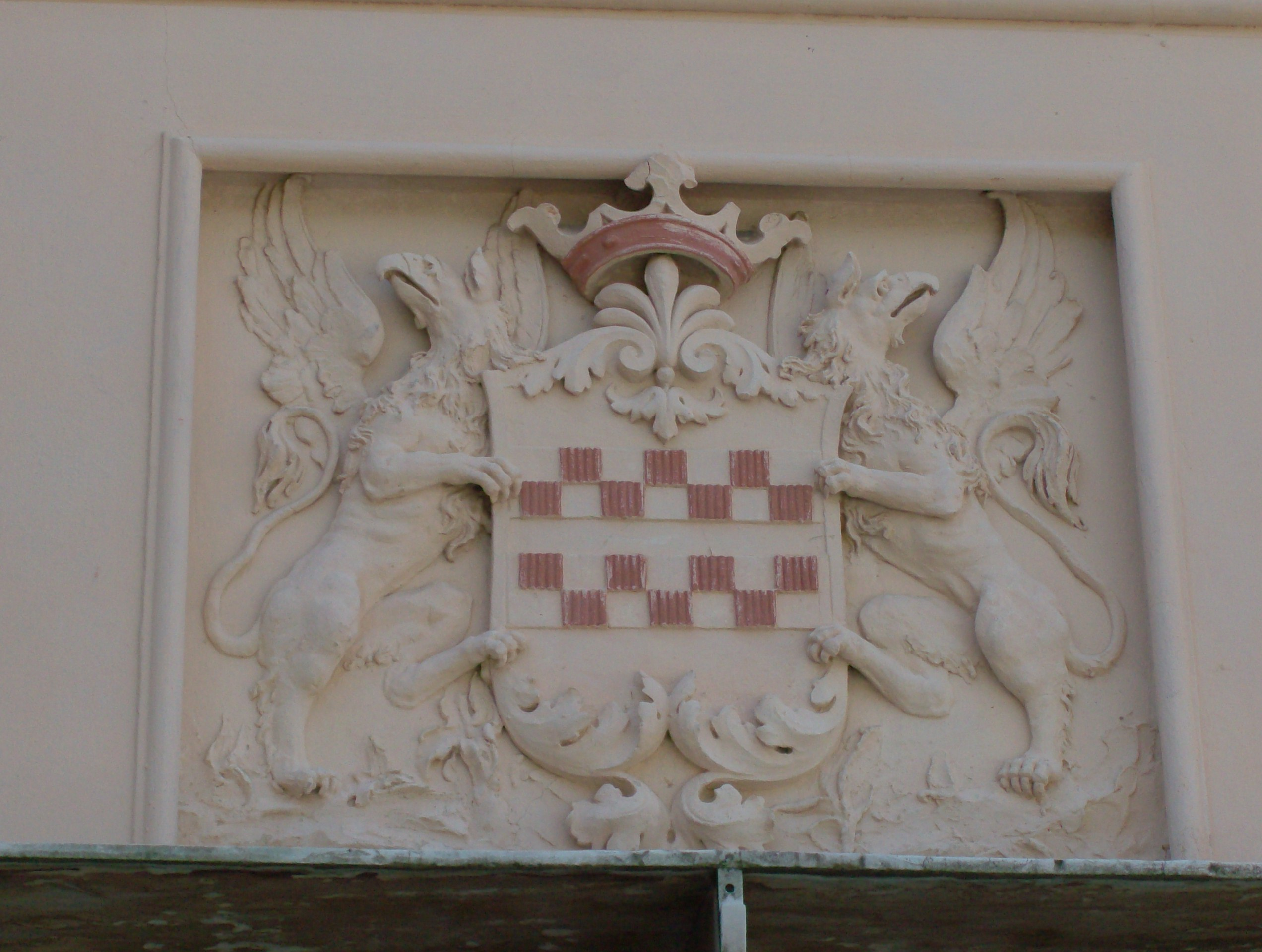
Stemma della famiglia Serra in Villa Porticciolo